# Joe (film, 2013)
A Joe 2013-ban bemutatott amerikai bűnügyi filmdráma, amelyet David Gordon Green rendezett. A forgatókönyvet Gary Hawkins írta, Larry Brown 1991-es, azonos című regényének adaptációjaként. A főbb szerepekben Nicolas Cage és Tye Sheridan látható.
Világpremierje a 70. Velencei Nemzetközi Filmfesztiválon volt 2013. augusztus 30-án, majd a 2013-as Torontói Nemzetközi Filmfesztiválon is vetítették. 2014. április 11-én a Worldview Entertainment és a Lionsgate Films forgalmazásában jelent meg korlátozott számú moziban. A kritikusok pozitívan értékelték, dicsérve Green rendezését, valamint Cage, Sheridan és Gary Poulter alakítását.

## Cselekmény
Gary Jones 15 éves fiú, akinek nehéz élete van: apja, Wade semmirekellő alkoholista, veri őt és az anyját és rendszeresen bűncselekményeket követ el, így a család kénytelen állandóan más-más helyre költözni. Egy texasi kisvárosba érkezve Gary munkát kezd keresni. Apjával együtt felveszi Joe Ransom, a dohány- és sörfüggő volt fegyenc, aki mindig igyekszik segítő kezet nyújtani azoknak, akik kiérdemelték a bizalmát és segítségre szorulnak. Gary Joe-val és csapatával együttműködve a gyenge fák megmérgezéséért felel, hogy megkönnyítse a favágók későbbi munkáját. A fiú elnyeri munkaadója megbecsülését. Gary apjának rossz viselkedése miatt azonban Joe mindkettőjüket kirúgja. Később azonban Joe rájön, hogy apja veri Garyt és ellopja a fizetését, ezért úgy dönt, visszaveszi a fiút magához dolgozni. A fiú apja viszont egész nap lustálkodik – végül egészen odáig merészkedik, hogy megöl egy csavargót a pénze és az üveg bora miatt, míg az anyja teljes apátiában él, a nővére pedig bezárkózik.
Miközben a 15 éves fiú újra felvételt nyer, fokozatosan baráti kapcsolatot alakít ki a nyers texasi férfival, olyannyira, hogy igazi apafigurának tekinti. Gary családi helyzete azonban eldurvul: apja betör a házba és ellopja fia felhalmozott pénzét, valamint bántalmazza őt. Ezt követően elrabolja és prostitúcióra kényszeríti saját lányát. A feldühödött Gary kölcsönkéri Joe furgonját és elhatározza, apja után megy és megöli. Joe azonban nem hagyja egyedül elindulni: miután megérkezik vele arra a helyre, ahol Gary apja a lányát készül eladni, megöl egy gengsztert (aki már régi riválisa volt Joe-nak) és annak bűntársát, akik éppen meg akarták erőszakolni a lányt. Joe a tűzharcban súlyosan megsebesül. Joe Gary apja után megy, célzás nélkül rálő, de nem találja el; közvetlenül ezután a férfi öngyilkos lesz, egy hídról a mélybe veti magát. 
Gary a rendőrség kíséretében visszatér a lövöldözés helyszínére és megöleli a haldokló Joe-t. Gary később új munkát talál a mezőgazdaságban Joe egyik barátjánál.

## Szereplők
| Színész             | Szerep         | Magyar hang   |
| ------------------- | -------------- | ------------- |
| Nicolas Cage        | Joe Ransom     | Józsa Imre    |
| Tye Sheridan        | Gary Jones     | Baráth István |
| Heather Kafka       | Lacy           |               |
| Ronnie Gene Blevins | Willie Russell |               |
| Gary Poulter        | Wade Jones     | Varga Tamás   |
| Dana Freitag        | Sue            |               |
| Anna Niemtschk      | Dorothy        |               |

## Fordítás
- Ez a szócikk részben vagy egészben  a   Joe (2013 film) című angol Wikipédia-szócikk fordításán alapul.  Az eredeti cikk szerkesztőit annak laptörténete sorolja fel. Ez a jelzés csupán a megfogalmazás eredetét és a szerzői jogokat jelzi, nem szolgál a cikkben szereplő információk forrásmegjelöléseként.